# Maialen García
Pour les articles homonymes, voir García.
Maialen García Galarraga née le 5 avril 1990, est une joueuse de hockey sur gazon espagnole. Elle évolue au Real Club Jolaseta et avec l'équipe nationale espagnole.

## Carrière
Elle a concouru avec l'équipe nationale pour la Coupe du monde 2018 à Londres.

## Palmarès
- : 3e à la Coupe du monde 2018.